# Mausolée Sidi Kacem El Jellizi
Le mausolée Sidi Kacem El Jellizi (arabe : المركز الوطني للخزف الفني) est une zaouïa située aux limites de la médina de Tunis.

## Histoire

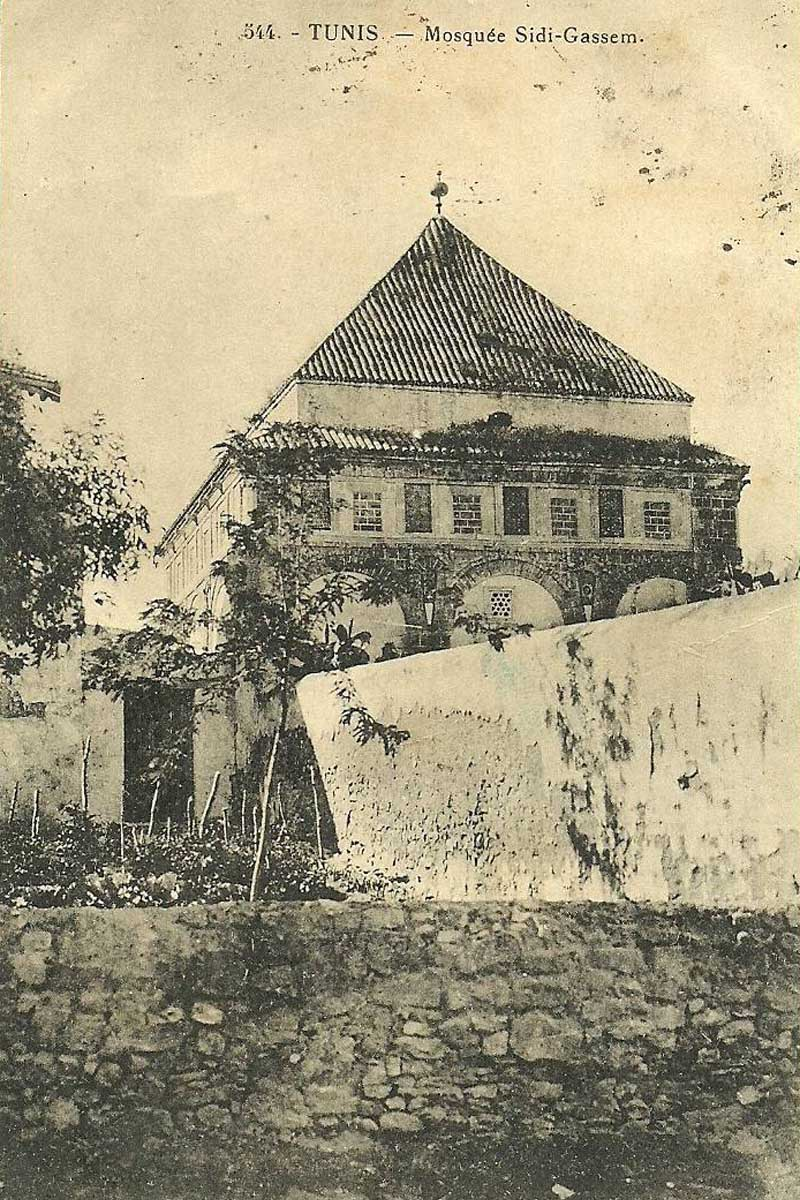
Vue du mausolée en 1890.

Bâtie au cours de la deuxième moitié du XVe siècle sur une colline dominant la kasbah de Tunis, elle est la demeure de Sidi Kacem El Jellizi, un saint tunisien né dans une famille de migrants andalous ayant séjourné à Fès avant de s'installer dans l'Ifriqiya hafside. Surnommé jellizi en référence à son métier de fabricant de zelliges qu'il exerce avec une habileté rare, il est connu pour sa grande piété, sa bienfaisance et sa générosité : le lieu sert de refuge pour les voyageurs et commerçants, ainsi que les réfugiés andalous après la prise de Grenade en 1492, ce qui augmente sa considération auprès des dirigeants hafsides et la vénération de la population. Mort en 1496, il est enterré dans la bâtisse décorée par lui-même ou ses disciples spirituels et artistiques.
Par la suite, la zaouïa est agrandie à deux reprises : d'abord au XVIIe siècle avec l'adjonction d'une cour entourée de pièces puis au XVIIIe siècle avec l'ajout de la salle de prière sous le règne du souverain husseinite Hussein Ier Bey.

## Architecture
Le monument possède une coupole pyramidale revêtue de tuiles vertes et couverte à l'intérieur par un plafond en bois sculpté. L'accès à l'édifice se fait par une porte à double vantaux surmontée d'un linteau à claveaux finement travaillés. L'intérieur se divise en deux parties dont l'une abrite la sépulture du saint et l'autre celles de sultans hafsides. La façade principale est couverte partiellement par des faïences, dont une partie est typique de l'Andalousie et du Maroc.
Le patio se distingue par un dallage en marbre blanc incrusté de marbre noir ; il est encadré de portiques qui comportent, chacun, cinq arcs brisés outrepassés réalisés en pierre appareillée de grès coquillé ocre. Les arcs reposent sur des colonnes de marbre blanc dont les chapiteaux sont de type hafside ou hispano-mauresque. La salle de prière de type hypostyle est divisée en trois nefs parallèles au mur de la qibla,. L'ensemble de l'édifice, incluant la zaouia et ses dépendances, s'étend sur une superficie totale de près de 2 700 m2.

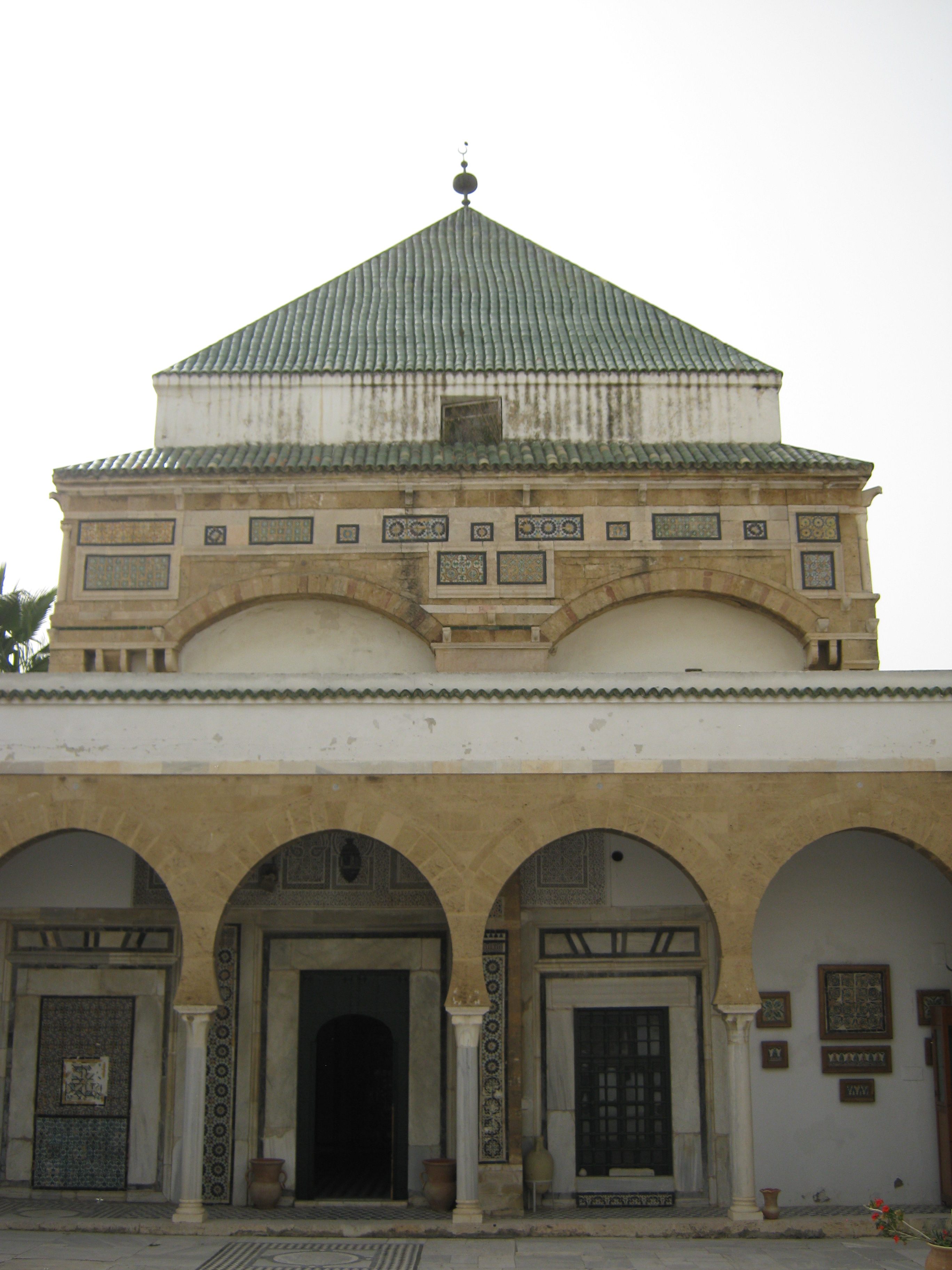
Façade du mausolée Sidi Kacem El Jellizi.
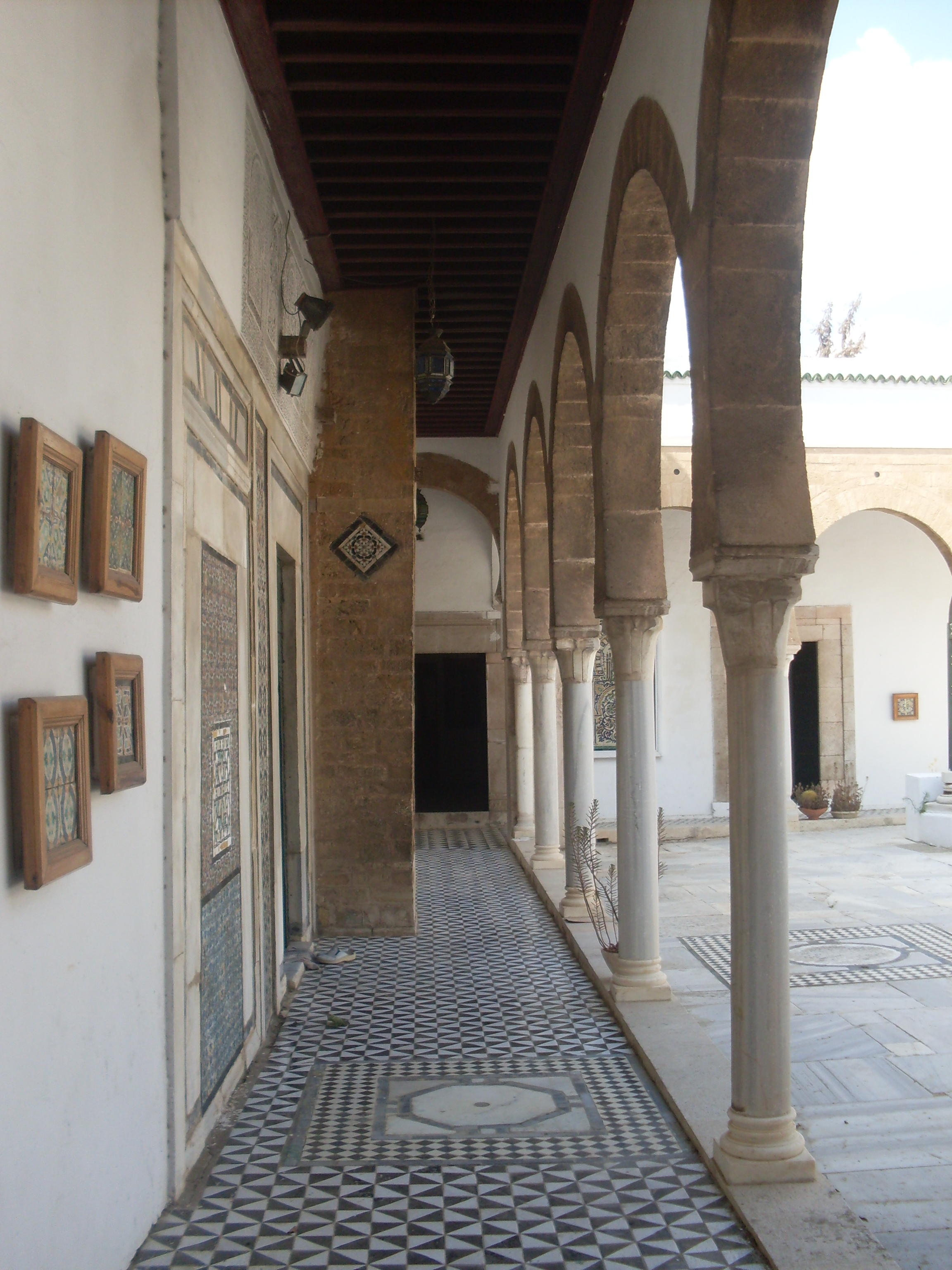
Vue de l'un des portiques de la cour.
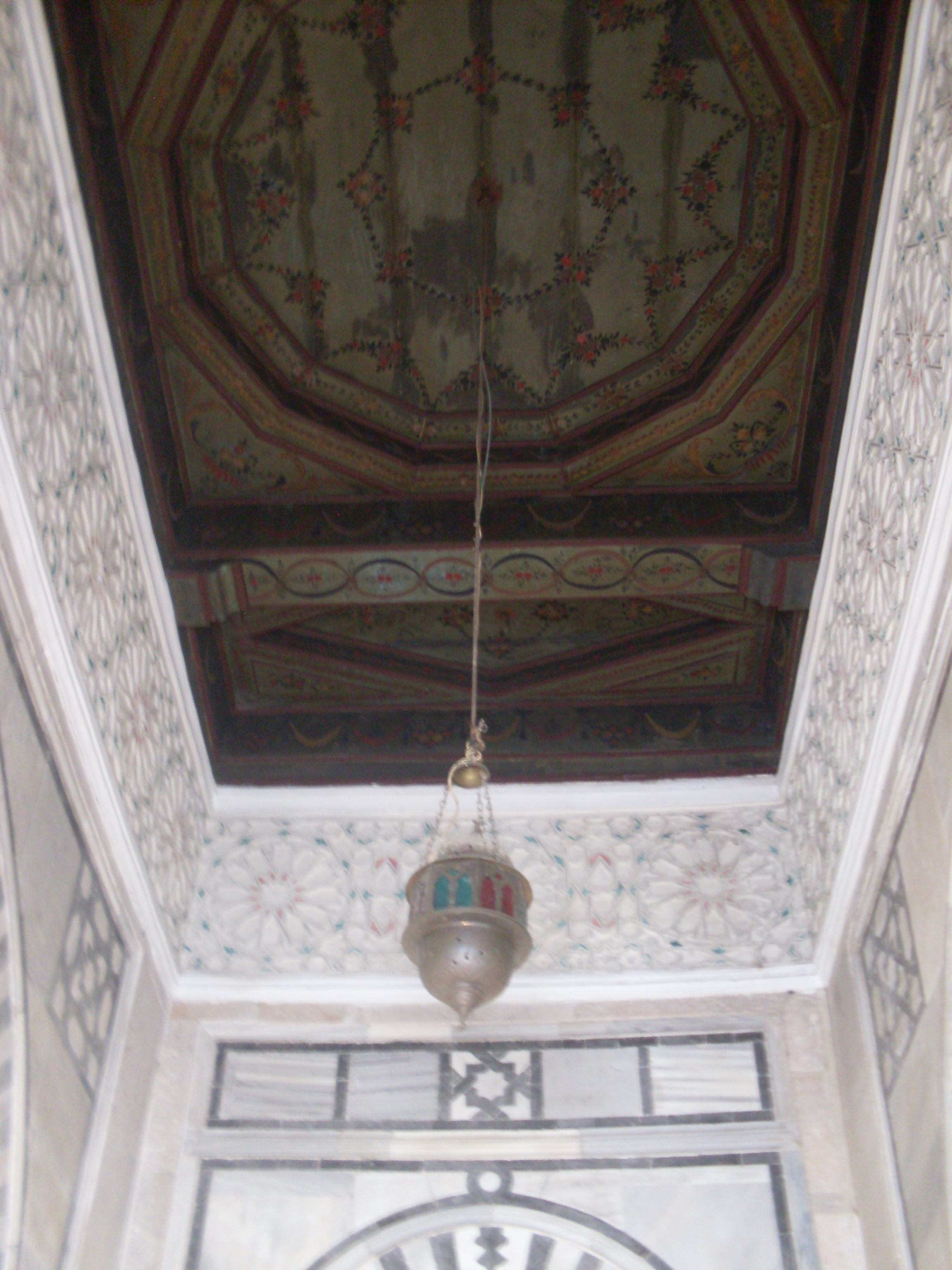
Plafond en bois peint.
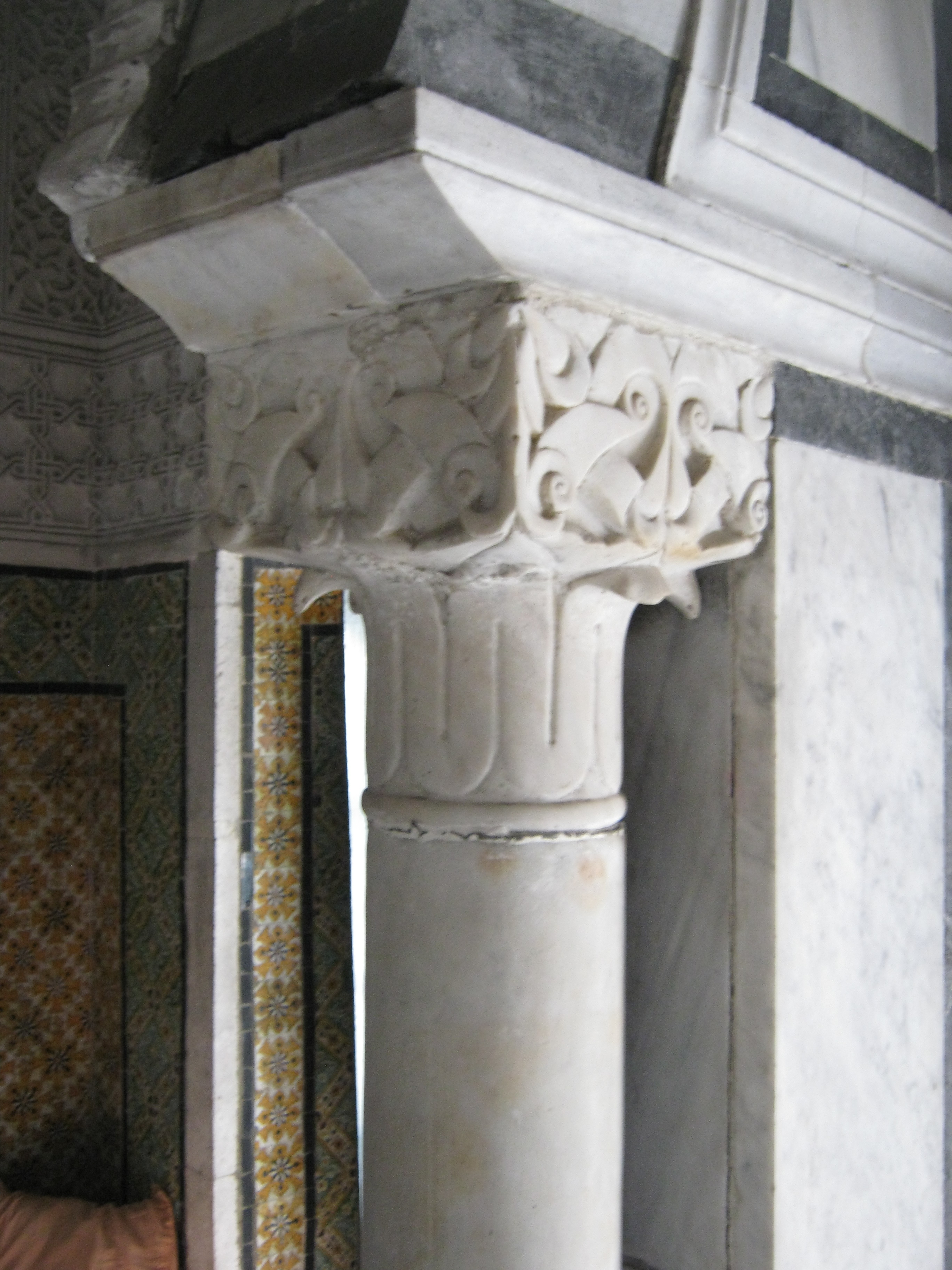
Décoration des chapiteaux.
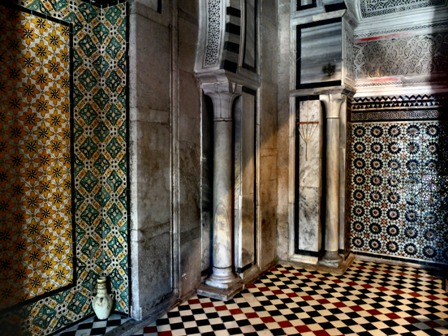
Faïence du mausolée.
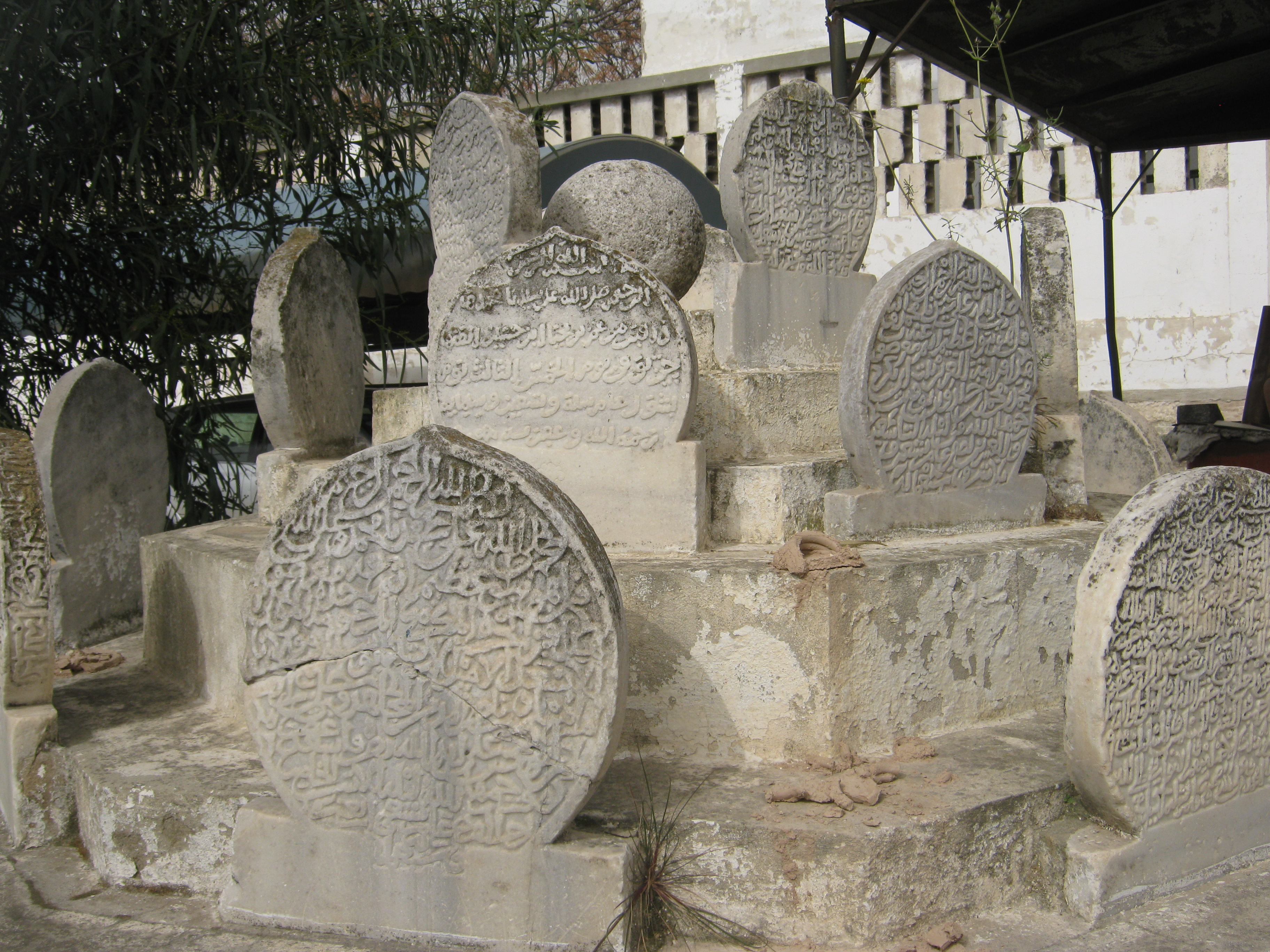
Calligraphie sur des tombes.
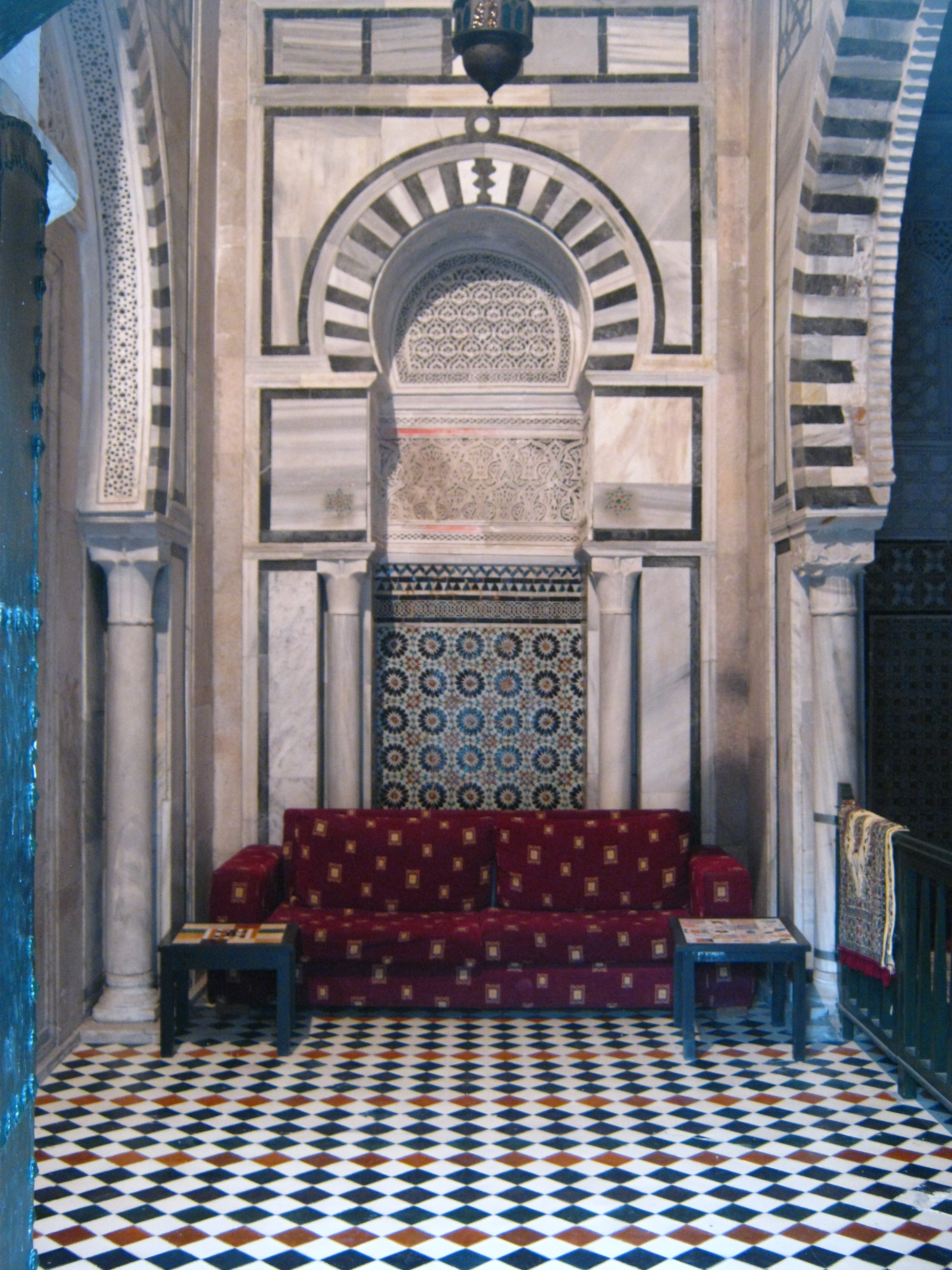
Arcs outrepassés à l'intérieur du mausolée.
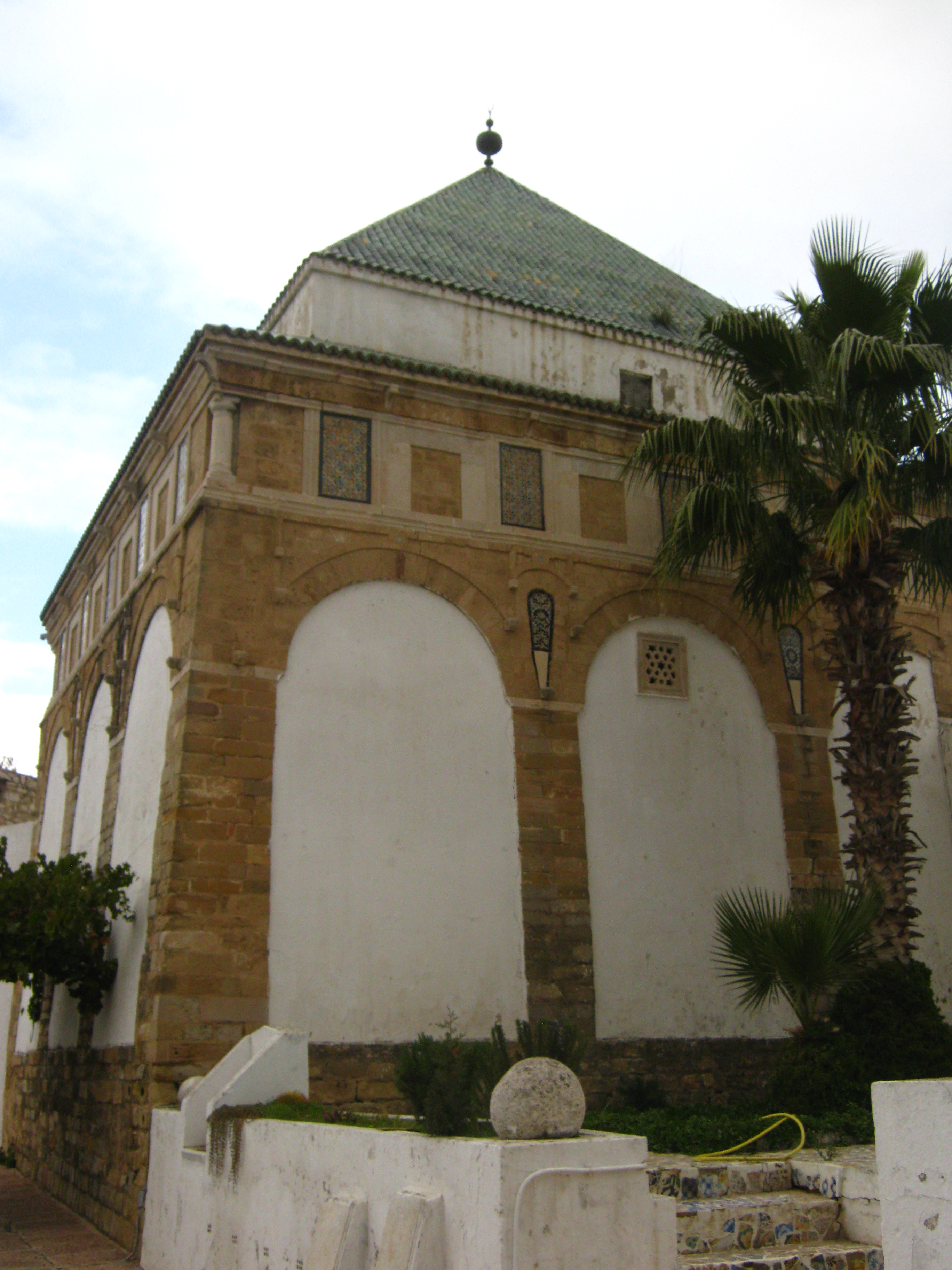
Mur extérieur du mausolée.

## Musée

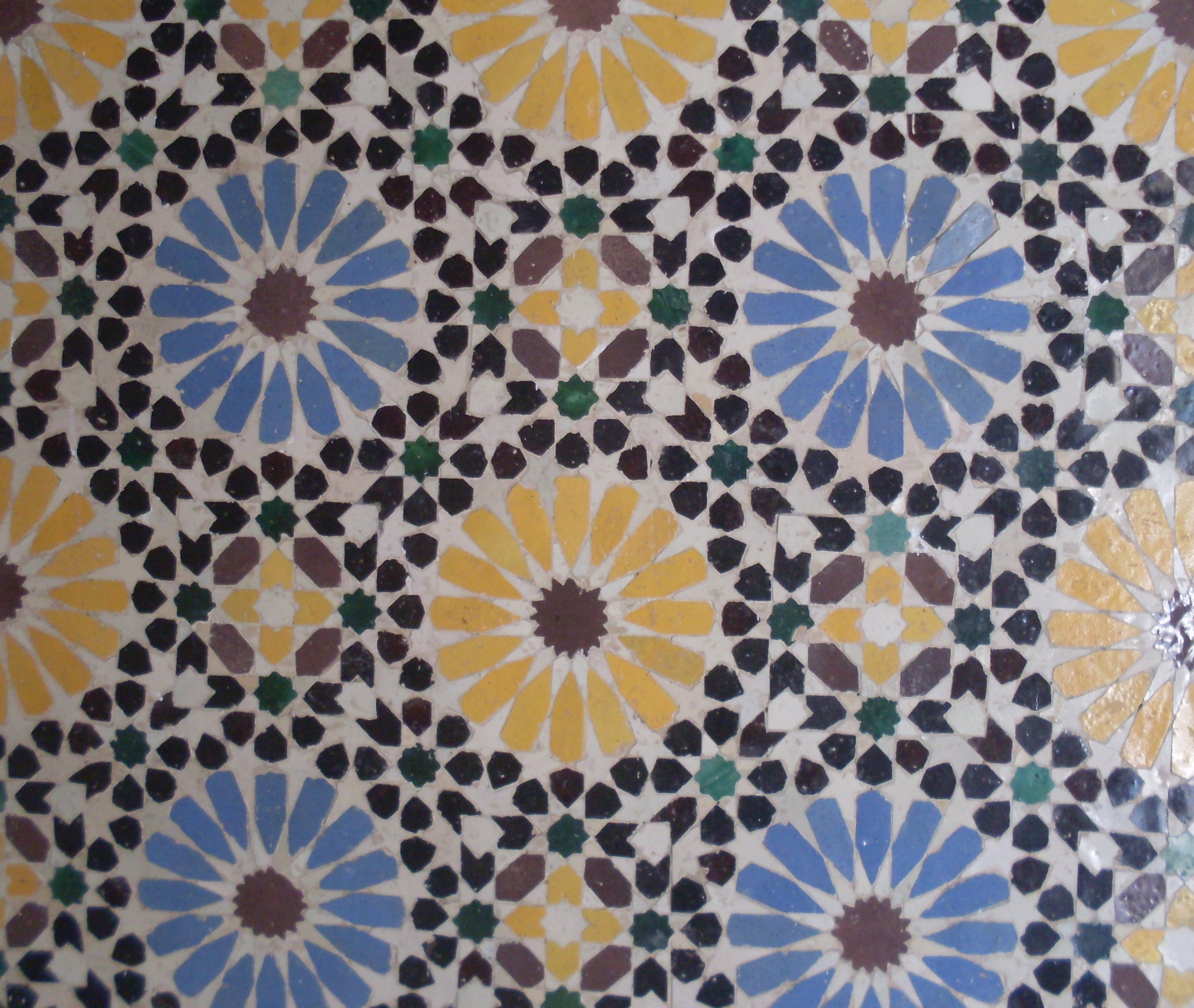
Exemple de faïence présentée au musée.

La zaouïa abrite le Centre national de la céramique (inauguré en 1992), un musée présentant une belle collection de céramiques et de faïences, tant locales qu'importées (par exemple de beaux exemples de faïences bleues de l'Empire ottoman) mais également d'anciennes stèles funéraires islamiques.
Parmi les pièces remarquables figurent une céramique hafside issue de la kasbah ou de Raqqada et de l'artisanat de Qallaline.